# シンフォニア (タレントプロダクション)
株式会社シンフォニア(SINFONIA)は、大阪府大阪市北区に本社を置く日本のモデル・タレントプロダクションである。
女性タレント、モデルが多い。キャスティング、映像制作事業を行う他、毎月新人オーディションを開催。専属のスカウトマンを持つ等、新人発掘に力を入れている。

## 概要
- 大阪オフィス：大阪府大阪市北区与力町1-5 与力町パークビル4階
- 東京オフィス：東京都渋谷区桜丘町9-18-102
- 代表者：代表取締役社長 田井和男
- 資本金：300万円

## 所属者

### モデルタレント

#### 女性
- 御秒奈々
- 彩羽真矢
- 國嶋絢香
- 引地裕美
- 谷口夕佳

#### 男性
- 小林拓矢
- 國分良太
- 岡山幸樹

### アーティスト・文化人
- 前田京子（心理カウンセラー）
- やすひさてっぺい（日本唐揚協会会長・料理研究家）

## 過去の所属者
- 立花理香（現所属：PUGNUS）
- 前田佳美
- 岩合智史（現芸名：イワゴウサトシ）
- 橋本全一
- 紺野栞
- 百々さおり
- 坂本龍之介
- 畑中竜也
- ほのら（現所属：オフィスMORIMOTO）
- 宮本彩